# Tarasjkevitsa
Tarasjkevitsa (Wit-Russisch: тарашкевіца) of Wit-Russische klassieke orthografie is de eerste geregelde orthografie van de Wit-Russische taal. Het moderne begrip bevat onder andere een alternatieve spelling (niet officieel erkend). Tarasjkevitsa is op de regels van de taal gebaseerd die Branislaw Tarasjkevitsj voorstelde. In 1918 gaf hij de belarussische grammatica voor leerlingen uit. Zijn versie van de orthografie gebruikte men tot 1933 toen een spellinghervorming was doorgevoerd.
Uit de naam Tarasjkevitsa blijkt dat Branislaw Tarasjkevitsj' werk van fundamenteel belang voor de ontwikkeling van de taal is geweest. Sinds ongeveer 1994 wordt naast deze vaste term ook het synoniem klassieke orthografie gebruikt.